# Idi Amin
Idi Amin Dada Oumee (født Idi Awo-Ongo Angoo 17. maj 1925, død 16. august 2003) var en officer og politiker fra Uganda, der var Ugandas tredje præsident fra 25. januar 1971 til 13. april 1979. Han regerede som diktator og anses som en af de mest brutale despoter i moderne verdenshistorie.
Idi Amin blev født nær byen Koboko i det nuværende nordvestlige Uganda. Hans fødselsår er ikke kendt, da der ikke blev foretaget fødselsregistreringer (forskellige kilder nævner alt fra 1923 til 1928). Faren var fra Kakwa-stammen og moren fra Lugbara-stammen. Forældrene blev skilt få år efter Amins fødsel, og han voksede op hos moren. Han modtog ingen formel uddannelse, men blev undervist på flere koranskoler. I 1946 sluttede han sig til King's African Rifles (KAR) i den britiske kolonihær som kok. Han steg til rang af løjtnant og deltog i britiske aktioner mod somaliske oprørere og derefter i nedkæmpelsen af Mau Mau-oprøret i Kenya. Uganda opnåede uafhængighed fra Storbritannien i 1962, og Amin forblev i Ugandas hær, hvor han opnåede rang af major og blev udnævnt til kommandør for hæren i 1965. Da det gik op for ham, at Ugandas præsident Milton Obote planlagde at arrestere ham for korruption og tilegnelse af hærens midler, gennemførte Amin i 1971 et militærkup og erklærede sig selv som præsident.
Ved Idi Amins overtagelse af magten i Uganda var han pro-vestligt indstillet og modtog betydelig støtte fra bl.a. Israel, men over årene blev han fjendtligt indstillet over for vesten og blev i stedet støttet af Libyens Muammar Gaddafi, Zaïres Mobutu Sese Seko, Sovjetunionen og DDR. I 1972 udviste Amin asiater fra Uganda, der havde en stor indisk-ugandisk befolkningsgruppe, hvilket fik Indien til at afbryde de diplomatiske forbindelser Uganda og Idi Amin. I 1975 blev Amin formand for Organisationen for afrikansk enhed (OAU), en pan-afrikansk sammenslutning, der havde til formål at fremme enhed og solidaritet blandt de afrikanske stater. Under Idi Amin var Uganda medlem af FN's menneskerettighedskommission fra 1977 til 1979. Storbritannien afbrød de diplomatiske forbindelser med Uganda i 1977, hvorefter Amin erklærede, at han havde besejret briterne og tildelte sig selv titlen "CBE" ("Conqueror of the British Empire", i modsætning til den kendte orden Order of the British Empire).
I løbet af Idi Amins regeringstid gennem 1970'erne opstod tiltagende uro i landet som følge af Amins systematiske forfølgelse af visse etniske grupper og politiske dissidenter. Ydermere forværredes Ugandas internationale relationer drastisk grundet Amins støtte til terrorister, der i 1976 havde kapret et fly på vej mod Tel Aviv og holdt passagererne som gidsler på en militærbase nær Kampala under Amins beskyttelse. Israelske specialtropper nedkæmpede under Operation Entebbe de ugandiske soldater, der bevogtede det kaprede fly og befriede gidlserne, hvilket var et stort prestigetab for Idi Amin. Han forsøgte derefter at annektere Tanzanias Kageraregion i 1978, hvilket førte til, at Tanzanias præsident Julius Nyerere beordrede sine tropper til at invadere Uganda. Den tanzaniske hær og oprørsstyrker erobrede Kampala i 1979 og fordrev Amin fra magten. Amin gik i eksil, først i Libyen hos Gaddafi, derefter hos Saddam Hussein i Irak og til sidst i Saudi-Arabien, hvor han boede indtil sin død i 2003.
Amins styre var karakteriseret ved gennemførelse af voldsomme overgreb på store befolkningsgrupper i landet. Store befolkningsgrupper blev systematisk dræbt og forfulgt, ligesom styret var præget af omfattende nepotisme og korruption. Internationale observatører og menneskerettighedsgrupper anslår, at mellem 100.000 og 500.000 mennesker blev dræbt under hans regime.